# Alexis Axouch
Alexis Axouch ou Axuch (en grec : Ἀλέξιος Ἀξούχ or Ἀξοῦχος) est un aristocrate et un général byzantin d'origine turque du XIIe siècle.

## Biographie
Alexis Axouch est le fils de Jean Axouch, le grand domestique (général en chef) de l'armée byzantine et ami d'enfance, homme de confiance et proche conseiller de l'empereur Jean II Comnène,. Alexis épouse Marie Comnène, la fille d'Alexis Comnène, le fils aîné et coempereur de Jean II,.
Alexis, soldat expérimenté avec rang de protostrator, participe à plusieurs campagnes militaires au cours du règne de l'empereur Manuel Ier Comnène. Il est notamment envoyé en Italie méridionale en 1157 dans une tentative de reconquête de positions byzantines dans la région après la défaite du mégaduc Alexis Comnène,. Il semble qu'Alexis Axouch ait remporté quelques succès en dépit d'un contexte difficile. En effet, il doit composer avec les relations délicates qu'entretient l'Empire byzantin avec le Saint-Empire romain germanique alors dominant dans le Nord de l'Italie. Il parvient à la conclusion d'un traité de paix avec le roi Guillaume Ier de Sicile en 1158, ce qui permet à l'armée byzantine de se retirer de la région. Plus globalement, cela donne à Manuel Ier la possibilité de se focaliser sur sa politique orientale, notamment en Cilicie, à l'encontre du seigneur arménien Thoros II d'Arménie, où ses premières actions avaient été des échecs importants. En 1165, Alexis est envoyé en Cilicie comme commandant en chef (strategos autokrator) et gouverneur (doux). Il pourrait aussi avoir participé à la guerre contre la Hongrie en 1166, aux côtés du futur Béla III de Hongrie,.
Toutefois, aux alentours de 1167-1170, il tombe en disgrâce auprès de Manuel après avoir été accusé de conspiration contre l'empereur. En outre, il a aussi précédemment été critiqué pour un acte de lèse majesté. En effet, il a décoré l'un de ses palais à Constantinople de fresques représentant les campagnes de Kılıç Arslan II, le sultan d'Iconium. Or la coutume veut que de telles décorations dépeignent les exploits de l'empereur. D'autres éléments entrent en ligne de compte. Alexis est accusé de relations avec la sorcellerie et de conspiration avec un « sorcier » latin pour droguer l'impératrice Marie d'Antioche[Laquelle ?] et l'empêcher de donner naissance à un héritier. L'historien Jean Cinnamus affirme que ces accusations sont fondées mais Nicétas Choniatès croit qu'elles ont été créées par Manuel, craignant pour son trône. Ainsi, il rapporte que Manuel suspecte Alexis mais aussi son cousin, le futur Andronic Ier Comnène, en raison de la prophétie d'AIMA, qui indique que le nom de son successeur commencerait par un A. Quelle que soit la vérité, Alexis est déclaré coupable et exilé dans un monastère pour le reste de ses jours, en dépit des efforts répétés de sa femme pour obtenir sa libération par Manuel. Selon les sources, Marie serait morte de chagrin en raison du sort qui attend son mari, tandis qu'Alexis lui-même meurt quelques années plus tard.
Alexis Axouch a deux fils. L'un d'eux, Jean Comnène le Gros, conduit une rébellion avortée contre l'empereur Alexis III Ange en juillet 1201 et périt à cette occasion,.